# Cinque Terre
S'anomena Cinque Terre (en català: Cinc terres) una part de la costa italiana del mar de Ligúria, a la província de La Spezia d'una gran bellesa. Les Cinque Terre van des de punta Mesca fins a punta di Montenero, i comprèn els pobles de Monterosso, Vernazza, Corniglia, Manarola i Riomaggiore. El 1997, a instàncies de la província de La Spezia, les Cinque Terre, juntament amb Porto Venere i les illes de Palmaria, Tino i Tinetto, van ser declarades Patrimoni de la Humanitat de la UNESCO. Les Cinque Terre i Portovenere està recollides amb el codi 826-001. El 1999 es va crear també el Parco Nazionale delle Cinque Terre ('Parc nacional de les Cinc Terres').
Aquesta regió, gràcies a les seves característiques geogràfiques, constitueix un dels principals atractius de la Riviera Ligúria. El seu origen és un context orogràfic molt particular, que dona origen a un paisatge muntanyós constituït per diferents estrats o "terrasses" que descendeixen cap al mar amb un fort pendent. La mà humana, al llarg dels segles, ha modelat el terreny sense alterar el delicat equilibri ecològic, utilitzant aquestes terrasses en declivi per a desenvolupar una particular tècnica agrícola destinada a aprofitar tot el possible la disposició del terreny. Una de les característiques inusuals d'aquesta regió és que no està permès el trànsit d'automòbils, perquè així ho van decidir els seus mateixos habitants, i s'hi ha aconseguit una gran qualitat turística.

## Les cinc terres

### Monterosso

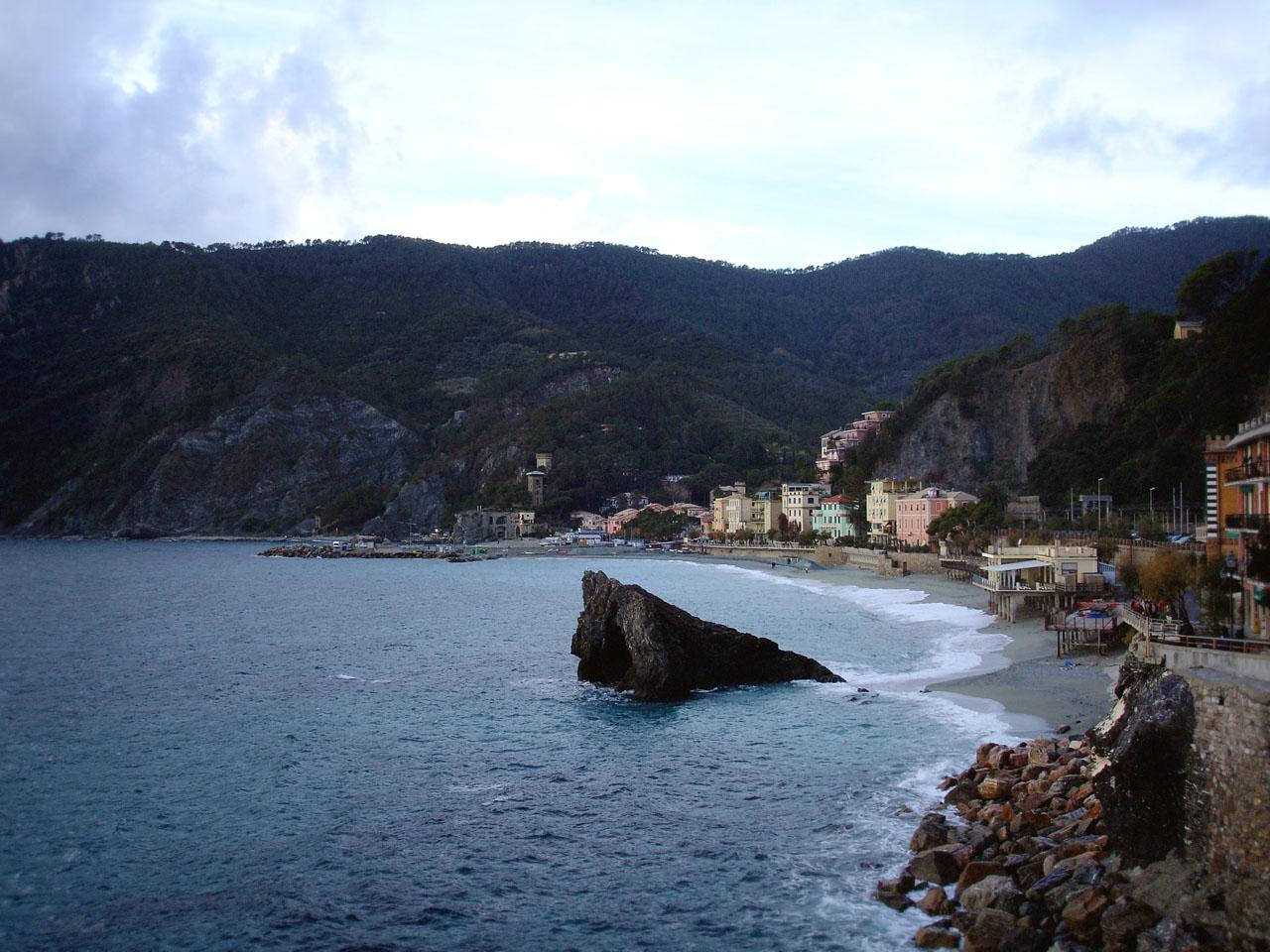
Monterosso

Monterosso al Mare és la més occidental i la més poblada de les Cinque Terre. S'hi troben també les platges més extenses de la regió. Monterosso se situa en el centre d'un petit golf natural, protegit per una modesta escullera artificial. A l'oest del poble es troba Fegina, una expansió turística amb balnearis del petit poble originari. A Fegina, s'accedeix a través d'un túnel d'unes poques desenes de metres; allí se situa l'estació de tren i les platges més extenses, compostes de grava fina.

### Vernazza
Vernazza és, després de Monterosso, el segon poble més occidental de les Cinque Terre. Se situa sobre un petit promontori que s'inclina cap al mar, i és només accessible per una carretera que baixa des de la carretera provincial. Es creu que el nom de Vernazza deriva de l'adjectiu llatí verna, és a dir, 'local, indígena', però també és possible que el nom provingui del producte més conegut del poble, la vernaccia, una modalitat local de vi. El seu petit port garanteix un lloc segur, en una cala natural que permet l'atracada de vaixells petits i mitjans.

### Corniglia

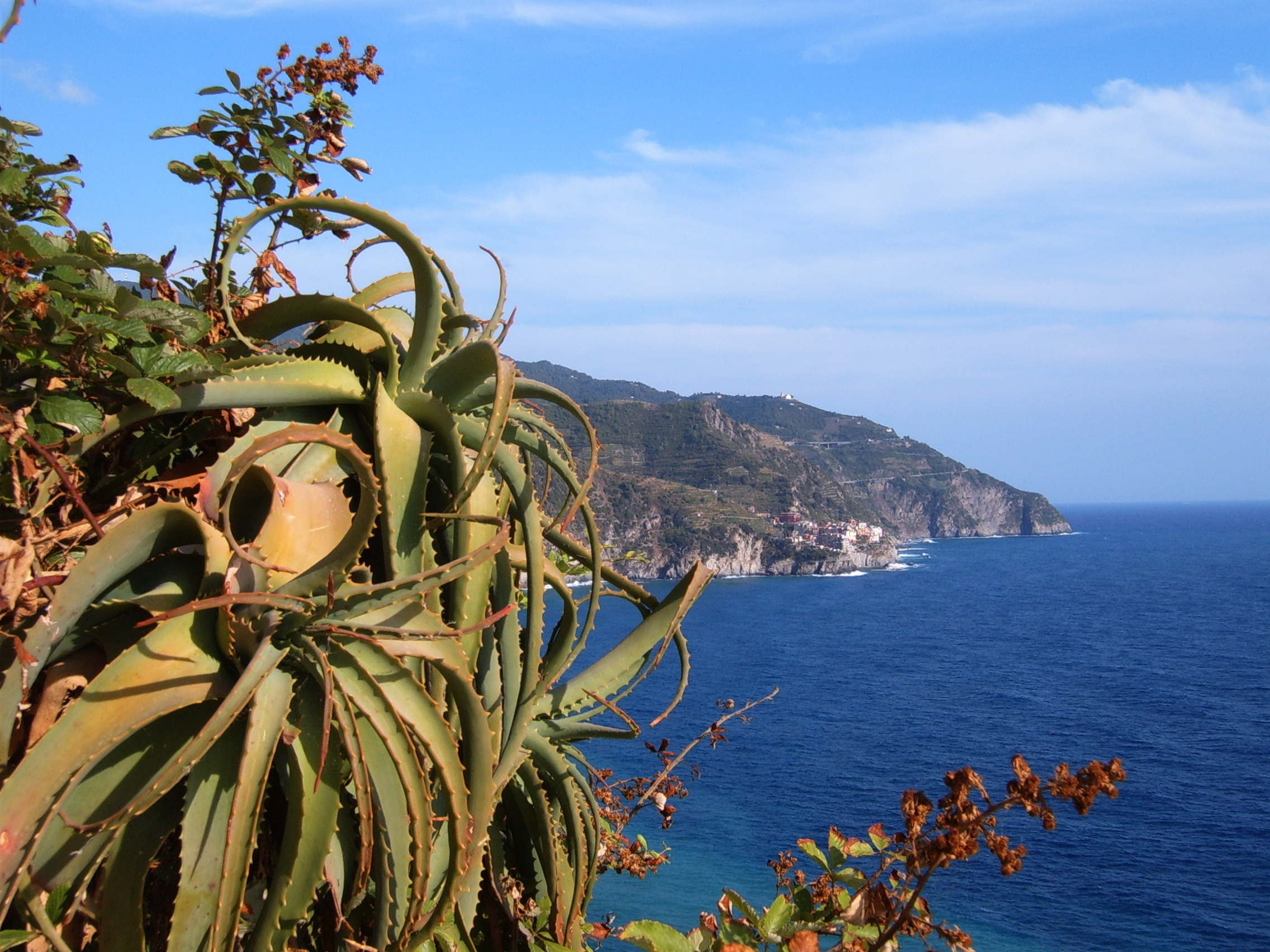
Corniglia

Corniglia se situa en el centre de les Cinque Terre, i és el més petit de les cinc. Es diferencia de la resta dels pobles de la regió perquè és l'únic que no es connecta directament amb el mar, sinó que se situa sobre un promontori d'uns cent metres, envoltat per vinyes que estan distribuïdes amb les característiques terrasses al costat que mira cap al mar. Per accedir a Corniglia, cal baixar una llarga escalinata coneguda com a Lardarina, composta per 33 trams i un total de 377 esglaons; o bé recórrer la carretera que la connecta amb l'estació de tren. A més, Corniglia està unida a Vernazza per un bonic passeig a mig camí entre el mar i la muntanya.

### Manarola
Manarola, igual que els altres pobles de les Cinque Terre, està situada entre el mar de Ligúria i la cadena muntanyosa que se separa dels Apenins i baixa en direcció sud-est, els Alps Apuans. Situat en un turó, el poble de Manarola s'estén per la vall, tancada entre dos esperons rocosos, i baixa cap al mar fins a albergar un petit port. Manarola és el segon poble més petit de les Cinque Terre, després de Corniglia. Aquest poble se situa en l'últim tram del riu Groppo. Les cases s'agrupen l'una al costat de l'altra al llarg de la via principal, la Via di Mezzo, que al seu torn segueix el curs de l'aigua.

### Riomaggiore
Riomaggiore és la més oriental de les Cinque Terre. El centre històric, el nucli originari, data del segle xiii; se situa a la vall del riu Maggiore, l'antic rivus Major del qual pren el nom el poble. Les cases es distribueixen en diferents nivells paral·lels que segueixen el recorregut abrupte del riu. El nou barri de la Stazione, anomenat així per haver-se desenvolupat en el segle xix després de l'arribada de la línia fèrria, se situa en canvi en la vall formada pel riu Finale (Rufinàu), així anomenat per assenyalar, en una època, els límits de les terres de Riomaggiore i les de Manarola.

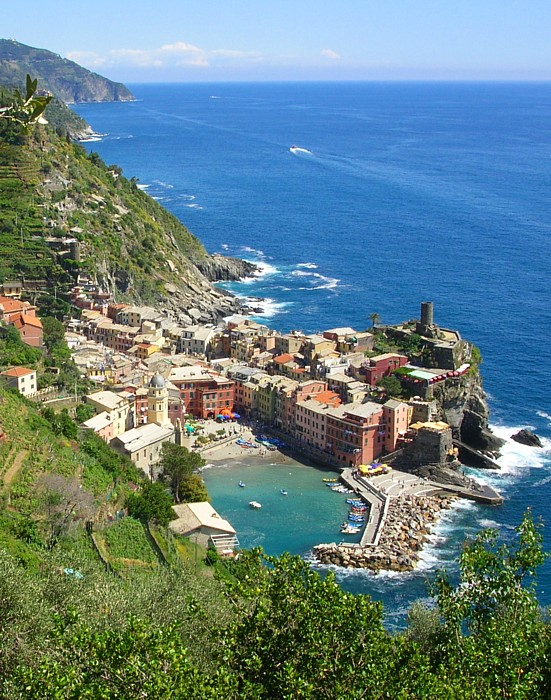
Vernazza
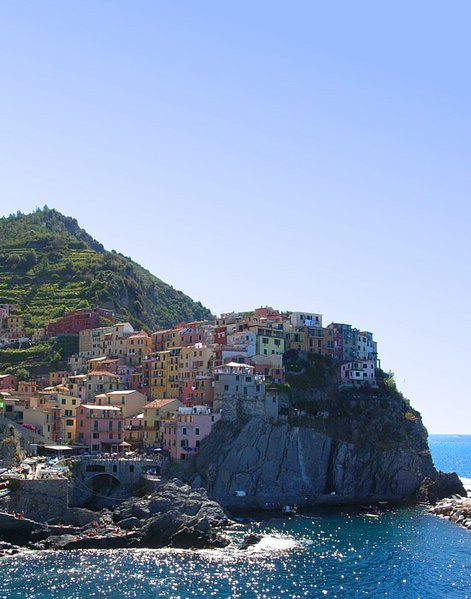
Manarola
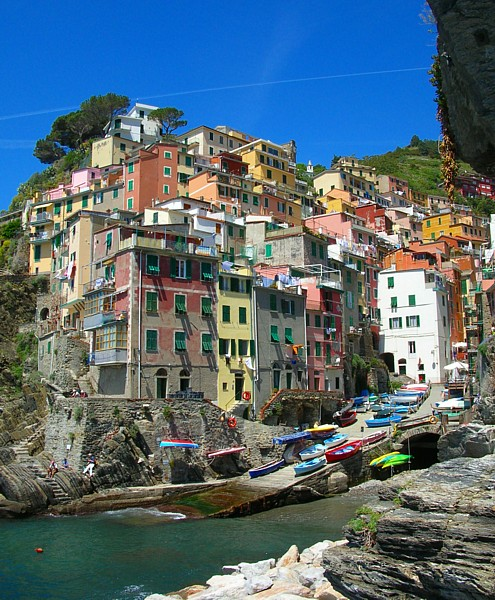
Riomaggiore